# Ganesh Pyne
Ganesh Pyne (Kolkata, 1937 – aldaar, 12 maart 2013) was een Indiase kunstschilder.

## Biografie
Pyne studeerde aan de Government College of Art and Craft in Kolkata. In het begin van de jaren zestig werkte hij voor de animatiefilmstudio van Mandar Mullick. Hierna richtte hij zich op het maken van zijn eigen kunst, aanvankelijk als aquarellist in de traditie van de Bengaalse School. Later maakte hij gouaches en vanaf het midden van de jaren zestig werkte hij in tempera. Zijn invloedsbronnen waren de broers Abanindranath en Gaganendranath Tagore, alsook Rembrandt en bijvoorbeeld Paul Klee. Zijn werk was somber, een belangrijk thema was de dood. Ook maakte hij schilderijen over thema's uit de Bengaalse folklore en Hindoemythologie. Nadat schilder M.F. Husain positief over hem had gesproken in de jaren zeventig, kreeg Pyne meer bekendheid. Zijn eerste solotentoonstelling kwam eind jaren tachtig, een expositie van schetsen voor schilderijen, in New Delhi. Het werk van Pyne is zeer kostbaar, mede doordat de kunstenaar niet zo productief was.
De regering van de deelstaat Kerala verleende Pyne de Raja Ravi Varmaprijs. In 2012 ontving hij van de Indiase kamer van koophandel een oeuvreprijs.
Pyne overleed in het ziekenhuis nadat hij daar was opgenomen na een hartaanval.

## Filmdocumentaire
Een filmdocumentaire over de schilder, A Painter of Eloquent Silence: Ganesh Pyne (1998) door Buddhadeb Dasgputa, won een National Film Award in de categorie Beste Kunstfilm.